# Explosions
Explosions – trzeci singel z drugiego albumu angielskiej wokalistki Ellie Goulding zatytułowanego Halcyon wydany w styczniu 2013 roku. Utwór został napisany przez samą artystkę oraz Johna Fortisa, który był odpowiedzialny również za produkcję singla. W październiku 2012 roku piosenka została wydana jako singel promujący, a dopiero w styczniu kolejnego roku artystka potwierdziła, iż Explosions będzie trzecim singlem z albumu Halcyon.

## Notowania
| Lista                              | Najwyższa pozycja |
| ---------------------------------- | ----------------- |
| Słowacja (Rádio Top 100))          | 95                |
| Stany Zjednoczone (Hot 100)        | 100               |
| Szkocja (Scottish Top 40)          | 16                |
| Wielka Brytania (UK Singles Chart) | 13                |

### Certyfikaty
| Kraj                  | Certyfikat | Sprzedaż |
| --------------------- | ---------- | -------- |
| Wielka Brytania (BPI) | Srebro     | 200 000+ |